# Museo Ibérico de Ca n'Oliver
El Museo Ibérico de Ca n'Oliver, inaugurado en octubre de 2010, está ubicado en el barrio Montflorit de Sardañola del Vallés.
El museo forma parte de un proyecto de turismo cultural del Museo de Arqueología de Cataluña con el objetivo de difundir la cultura ibérica en Cataluña. Muchos de los objetos exhibidos se podían ver anteriormente en el Museo de Sardañola.

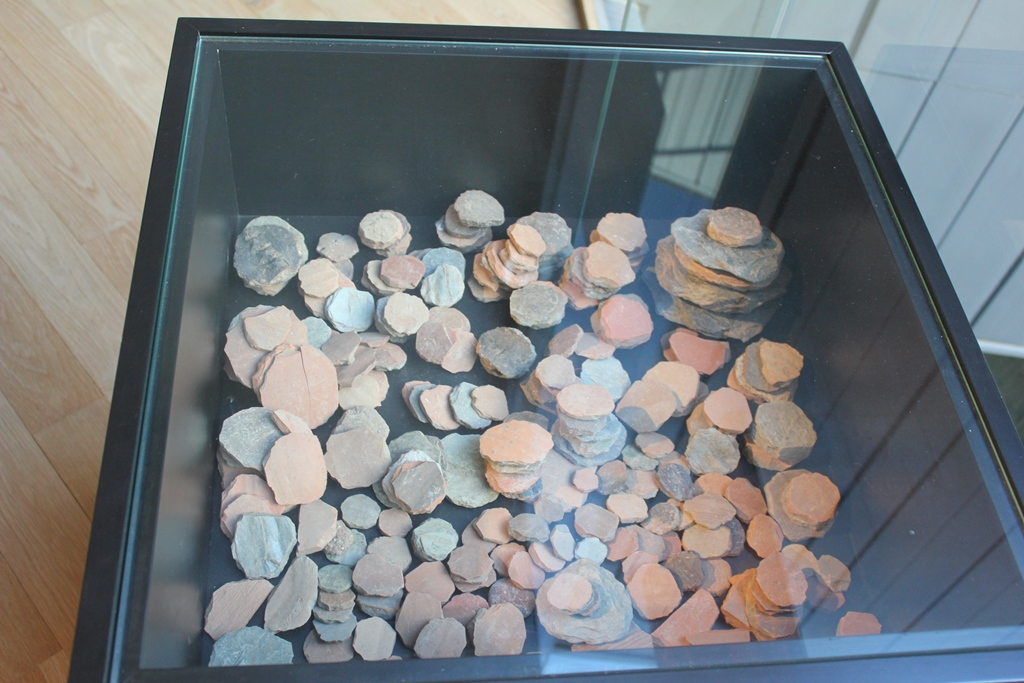
Piezas discoidales

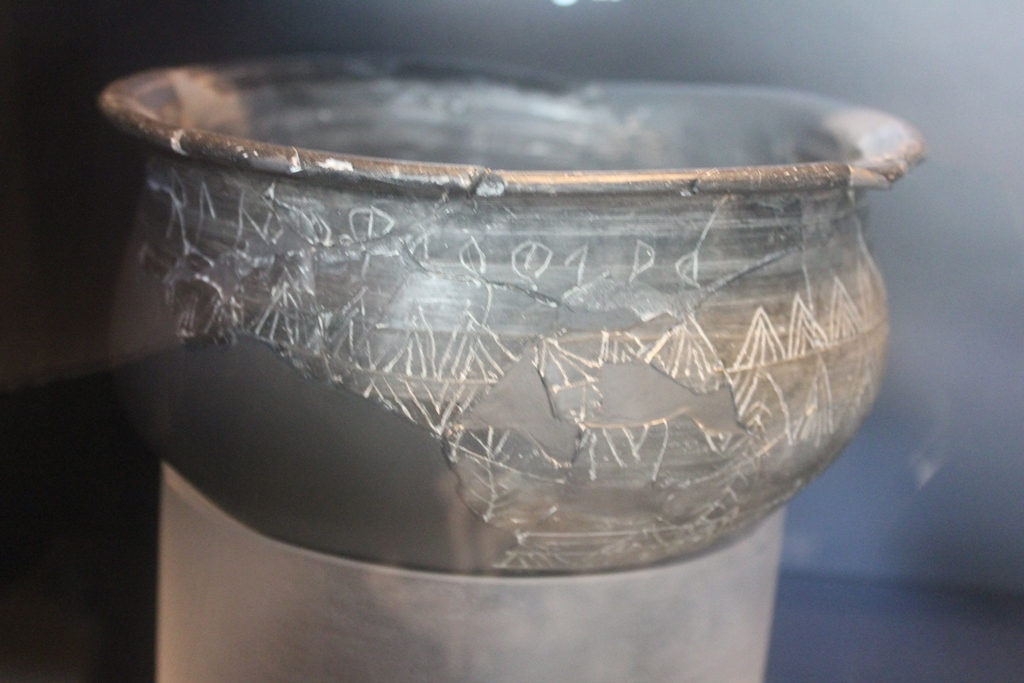
Recipiente con letras ibéricas

## Colecciones
El museo muestra el gran volumen de materiales arqueológicos 
procedentes del vecino yacimiento arqueológico del Poblado íbero Ca n'Oliver. Destacan las más de mil fichas de recorte, piezas discoidales recuperadas de la fossa del yacimiento. Obtenidas de la reutilización de fragmentos de cerámica se desconoce su posible utilización.

## Espacio de interpretación
El museo incluye un espacio de interpretación aunando información visual 
con una faceta recreativa, interactiva y lúdica sobre la cultura de los íberos.
El Museo también dispone de un módulo multisensorial llamado La Mirada Táctil, 
un espacio adaptado especialmente para los visitantes que presenten algún tipo de 
dificultad visual, ceguera o movilidad reducida.